# 安德烈·維爾切
安德烈·維爾切（1963年—2020年9月22日），俄裔美國小說家、製片人、記者、攝影師、劇作家。他曾經報導波斯尼亞、秘魯、斯里蘭卡、剛果、東帝汶等數十場戰爭，住在拉丁美洲與大洋洲多年。2020年9月22日在土耳其逝世，享年57岁。土耳其警方正在調查他的死因。

## 生平
安德烈·維爾切於1963年生於列寧格勒（現稱「聖彼得堡」），父親是捷克核物理學家，母親是畫家。成年后移居美国，改为美国国籍。
從八十年代開始，維爾切擔任戰地記者與攝影師遊歷了140多個國家，報導了波斯尼亞戰爭、秘魯內戰、斯里蘭卡內戰、剛果戰爭、東帝汶等戰爭。並曾為朝日新聞、明鏡、ABC新聞、新聞週刊、人民日報、中國日報、CounterPunch 等刊物撰寫文章。
維爾切在2011年10月於人民日報海外版發表文章《西方完善攻擊中國的技術》。同月他接受人民日報訪問，標題為《美國作家安德烈︰我為什麼要為中國說好話》。
2020年9月22日，維爾切在車裡死去，享年57岁。虽然他的死最初被警方认为是可疑的，但他的妻子后来证实他身体不适并死于与糖尿病相关的并发症。

## 評價
美國語言學家諾姆·喬姆斯基在評論維爾切2010年出版的《大洋洲》一書時說，這書它喚起了「當代世界的現實」，並且「他成功地追溯到那些痛苦和可恥的歷史根源，尤其是指向西方的」。

## 外部連結
- Vltchek's World in Words and Images （页面存档备份，存于）